# کریستین پلنر
کریستین پلنر (انگلیسی: Christian Planer؛ زادهٔ ۱۵ may ۱۹۷۵ (۴۹ سال)) ورزشکار ورزش تیراندازی اهل اتریش است.
وی در مسابقات کشوری و بین‌المللی در مجموع برندهٔ ۱ مدال برنز شده‌است.